# Pothyne postcutellaris
Pothyne postcutellaris là một loài bọ cánh cứng trong họ Cerambycidae.